# L'età dell'oro (balletto)
L'età dell'oro (in russo Золотой век, Zolotoi vek?), Op. 22, è un balletto in tre atti e sei scene di Dmitrij Dmitrievič Šostakovič su un libretto di Aleksandr Ivanovskij. Coreografato da Vasilij Ivanovič Vajnonen (primo atto), Leonid Veniaminovič Âkobson (secondo atto) e Vasílij Ivánovič Vajnónen (terzo atto), è stato presentato per la prima volta il 26 ottobre 1930 al Teatro Kirov.
Il lavoro fu eseguito diciotto volte e fu inizialmente censurato a causa dell'inserimento dei moderni stili di danza europei.

## Riassunto della trama
Il balletto è una versione satirica del cambiamento politico e culturale nell'Europa degli anni '20. Segue una squadra di calcio sovietica in una città occidentale dove entrano in contatto con molti cattivi personaggi politicamente scorretti come la Diva, il Fascista, l'Agente Provocatore, il Negro e altri. La squadra cade vittima di accuse di truffe, molestie della polizia e un ingiusto imprigionamento da parte della malvagia borghesia. La squadra viene liberata dal carcere quando gli operai locali rovesciano i loro padroni capitalisti. Il balletto si conclude con una danza di solidarietà tra i lavoratori e la squadra di calcio.
Lo stesso Šostakovič era un appassionato seguace del calcio e si dice che abbia coniato l'espressione "Il calcio è il balletto delle masse".

## Strumentazione
Strumenti a fiato: 2 flauti (2° anche ottavino), 2 oboi (2° anche corno inglese), 3 clarinetti (2° anche clar. mi bem., 3° anche clar. basso), 2 sassofoni, 2 fagotti (2° anche controfagotto).
Ottoni: 4 corni, 3 trombe, 3 tromboni, eufonio, tuba.
Percussioni: timpani, triangolo, woodblock, tamburello, flexatone, raganella, rullanti, piatti, grancassa, tam-tam, xilofono, bajan, armonium.
Archi: violini, viole, violoncelli, contrabbassi, banjo.

## Suite
Šostakovič ricavò una suite dal balletto, op. 22a, in quattro movimenti:
1. Introduzione (Allegro non troppo)
2. Adagio
3. Polka (Allegretto)
4. Danza

La Polka fu riutilizzata come secondo dei suoi due pezzi per il quartetto d'archi nel 1931. Arrangiò anche la Polka per pianoforte solista (Op. 22b) e pianoforte a quattro mani (Op. 22c), rispettivamente nel 1935 e nel 1962.

## Riprese
Nel 1982 Jurij Grigorovič e Isaak Glikman ripresero il balletto con un nuovo libretto. Grigorovich scelse anche di integrare altre opere di Šostakovič nella partitura. Nel 1983 creò L'età dell'oro per Irek Mukhamedov, che immaginò il ruolo di Boris, il leader dei giovani lavoratori, per le successive generazioni di ballerini del Bol'šoj. Spostarono l'azione nell'URSS degli anni '20 in un ristorante chiamato "L'età dell'oro". Il conflitto si sviluppa tra il Soviet Komsomol e la banda. La première ebbe luogo il 4 novembre 1982 al Teatro Bol'šoj di Mosca.
Nel 2006 il drammaturgo Konstantin Uchitel scrisse un nuovo libretto per la stessa musica. L'azione era ambientata ai nostri tempi. Il vecchio e la vecchia si incontrano e ricordano la loro giovinezza. La prima si svolse il 28 giugno 2006 al Teatro Mariinskij.